# Venteuges
Venteuges est une commune française située dans le département de la Haute-Loire en région Auvergne-Rhône-Alpes.

## Géographie
La commune de Venteuges, traversée par le 45e parallèle nord, est de ce fait située à égale distance du pôle Nord et de l'équateur terrestre (environ 5 000 km).
Village de moyenne montagne sur les contreforts de la Margeride au sud-ouest du département de la Haute-Loire (à environ 5 km de Saugues, 50 km du Puy-en Velay et 120 km de Clermont-Ferrand) où varient les altitudes selon les hameaux : 1 023 m à la Fagette, 1 050 m.

### Localisation
La commune de Venteuges se trouve dans le département de la Haute-Loire, en région Auvergne-Rhône-Alpes.
Elle se situe à 48 km par la route du Puy-en-Velay, préfecture du département, à 48 km de Brioude, sous-préfecture, et à 20 km de Langeac, bureau centralisateur du canton de Gorges de l'Allier-Gévaudan dont dépend la commune depuis 2015 pour les élections départementales.
Les communes les plus proches sont : 
Chazelles (3,9 km), Saugues (4,8 km), Desges (5,1 km), Pébrac (5,3 km), La Besseyre-Saint-Mary (6,5 km), Cubelles (6,8 km), Tailhac (7,1 km), Charraix (7,2 km).
| Chazelles              | Pébrac    | Charraix |
| Desges                 | Venteuges | Cubelles |
| La Besseyre-Saint-Mary | Saugues   | Saugues  |

### Climat
Pour des articles plus généraux, voir Climat d'Auvergne-Rhône-Alpes et Climat de la Haute-Loire.
En 2010, le climat de la commune est de type climat des marges montargnardes, selon une étude du Centre national de la recherche scientifique s'appuyant sur une série de données couvrant la période 1971-2000. En 2020, Météo-France publie une typologie des climats de la France métropolitaine dans laquelle la commune est exposée à un climat de montagne ou de marges de montagne et est dans la région climatique Sud-est du Massif Central, caractérisée par une pluviométrie annuelle de 1 000 à 1 500 mm, minimale en été, maximale en automne.
Pour la période 1971-2000, la température annuelle moyenne est de 7,8 °C, avec une amplitude thermique annuelle de 15,8 °C. Le cumul annuel moyen de précipitations est de 816 mm, avec 9,2 jours de précipitations en janvier et 7 jours en juillet. Pour la période 1991-2020, la température moyenne annuelle observée sur la station météorologique de Météo-France la plus proche, « Saugues-Sa », sur la commune de Saugues à 5 km à vol d'oiseau, est de 8,1 °C et le cumul annuel moyen de précipitations est de 785,1 mm,. Pour l'avenir, les paramètres climatiques de la commune estimés pour 2050 selon différents scénarios d'émission de gaz à effet de serre sont consultables sur un site dédié publié par Météo-France en novembre 2022.

## Urbanisme

### Typologie
Au 1er janvier 2024, Venteuges est catégorisée commune rurale à habitat très dispersé, selon la nouvelle grille communale de densité à sept niveaux définie par l'Insee en 2022.
Elle est située hors unité urbaine et hors attraction des villes,.

### Occupation des sols
L'occupation des sols de la commune, telle qu'elle ressort de la base de données européenne d’occupation biophysique des sols Corine Land Cover (CLC), est marquée par l'importance des territoires agricoles (57,3 % en 2018), en augmentation par rapport à 1990 (55,8 %). La répartition détaillée en 2018 est la suivante : 
forêts (42,2 %), prairies (32,7 %), zones agricoles hétérogènes (24,6 %), milieux à végétation arbustive et/ou herbacée (0,5 %). L'évolution de l’occupation des sols de la commune et de ses infrastructures peut être observée sur les différentes représentations cartographiques du territoire : la carte de Cassini (XVIIIe siècle), la carte d'état-major (1820-1866) et les cartes ou photos aériennes de l'IGN pour la période actuelle (1950 à aujourd'hui).

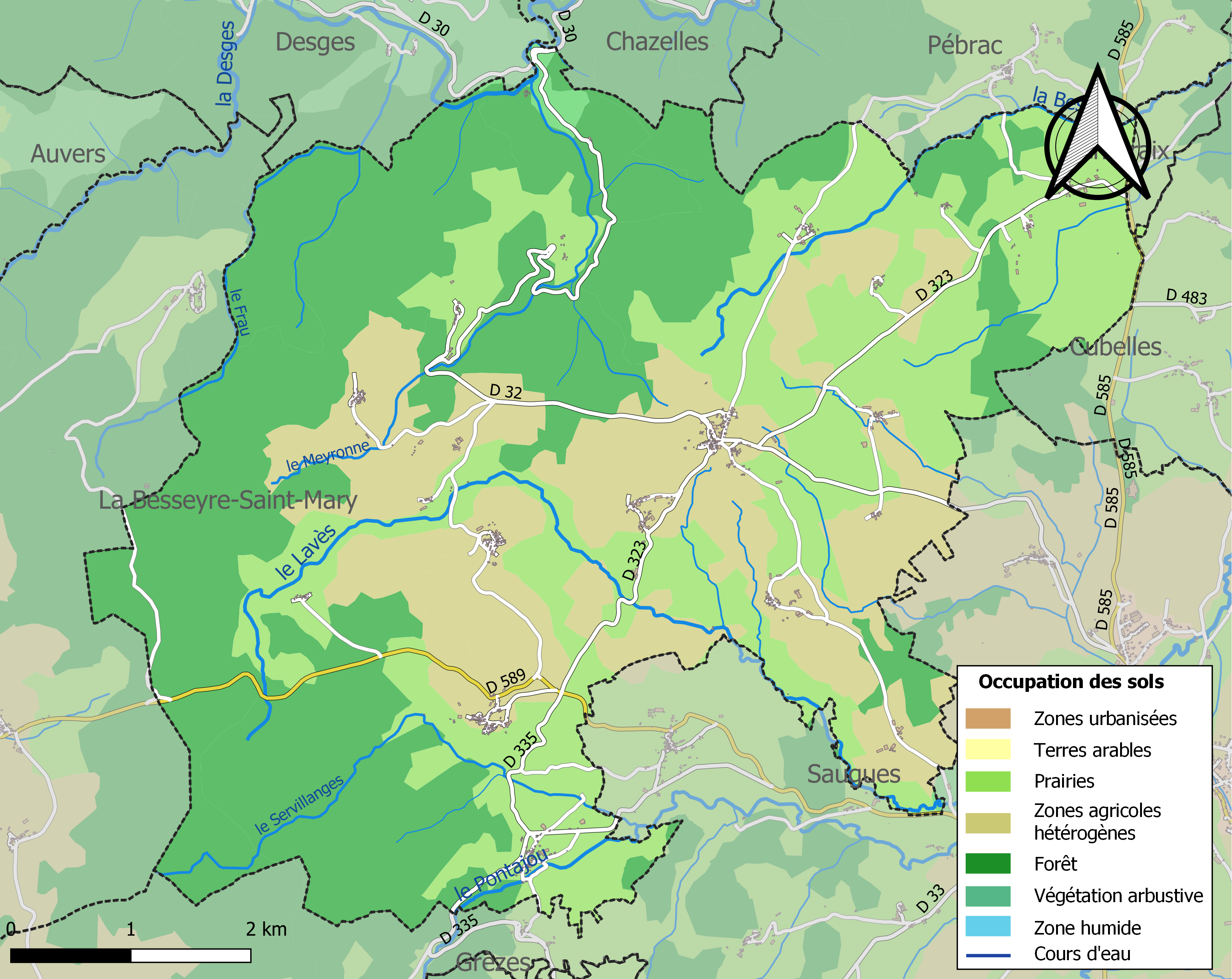
Carte des infrastructures et de l'occupation des sols de la commune en 2018 (CLC).

### Habitat et logement
En 2018, le nombre total de logements dans la commune était de 285, alors qu'il était de 278 en 2013 et de 258 en 2008.
Parmi ces logements, 54 % étaient des résidences principales, 36,5 % des résidences secondaires et 9,5 % des logements vacants. Ces logements étaient pour 98,2 % d'entre eux des maisons individuelles et pour 1,8 % des appartements.
Le tableau ci-dessous présente la typologie des logements à Venteuges en 2018 en comparaison avec celle de la Haute-Loire et de la France entière. Une caractéristique marquante du parc de logements est ainsi une proportion de résidences secondaires et logements occasionnels (36,5 %) supérieure à celle du département (16,1 %) et à celle de la France entière (9,7 %). Concernant le statut d'occupation de ces logements, 90,9 % des habitants de la commune sont propriétaires de leur logement (90,9 % en 2013), contre 70 % pour la Haute-Loire et 57,5 pour la France entière.
| Typologie                                               | Venteuges | Haute-Loire | France entière |
| ------------------------------------------------------- | --------- | ----------- | -------------- |
| Résidences principales (en %)                           | 54        | 71,5        | 82,1           |
| Résidences secondaires et logements occasionnels (en %) | 36,5      | 16,1        | 9,7            |
| Logements vacants (en %)                                | 9,5       | 12,4        | 8,2            |

## Toponymie
Les mentions anciennes de Venteuges sont : Ecclesia de Ventiol 1298, Ventueiol 1320, Parochia S. Johannis de Ventuejol 1377, Venthoiolium 1458, eccl. paroch. b. Johannis Ventologii 1466, Ventueghol 1471, Ventalogium 1527, Venteughol 1574, Venteujou 1618, Ventuejols. La plupart de ces formes viennent directement de l'ancien occitan.
Ventuèjo(l) en occitan (ici un parler nord-occitan).
Meyronne (hameau et rivière) les mentions anciennes sont : Maironna 1142, El Turcs de Mairona XIIIe siècle, Mayrona 1241, Lo Truc de Mairona XIIIe siècle, Mairone 1377, Rivus voc. de Mayrona 1466, capella B. Petri castri de Meyrona 1471, Myronne 1511, La chapelle de Mr de Merroine 1516, Maironne v. 1757, Meyronne v. 1850.

## Histoire
Les seigneurs de Meyronne sont cités en 1142, ceux de La Fagette en 1235.

## Politique et administration

### Découpage territorial
La commune de Venteuges est membre de la communauté de communes des Rives du Haut Allier, un établissement public de coopération intercommunale (EPCI) à fiscalité propre créé le 27 décembre 2016 dont le siège est à Langeac. Ce dernier est par ailleurs membre d'autres groupements intercommunaux.
Sur le plan administratif, elle est rattachée à l'arrondissement de Brioude, au département de la Haute-Loire, en tant que circonscription administrative de l'État, et à la région Auvergne-Rhône-Alpes.
Sur le plan électoral, elle dépend du canton de Gorges de l'Allier-Gévaudan pour l'élection des conseillers départementaux, depuis le redécoupage cantonal de 2014 entré en vigueur en 2015, et de la deuxième circonscription de la Haute-Loire   pour les élections législatives, depuis le redécoupage électoral de 1986.

### Liste des maires
| Période                                  | Période   | Identité        | Étiquette      | Qualité |
| ---------------------------------------- | --------- | --------------- | -------------- | ------- |
| mars 2001                                | mars 2008 | André Gibert    | DVD            |         |
| mars 2008                                | mai 2020  | Christian Vidal | sans étiquette |         |
| mai 2020                                 | en cours  | Michel Aubazac  | SE             |         |
| Les données manquantes sont à compléter. |           |                 |                |         |

## Population et société

### Démographie

#### Évolution démographique
L'évolution du nombre d'habitants est connue à travers les recensements de la population effectués dans la commune depuis 1793. Pour les communes de moins de 10 000 habitants, une enquête de recensement portant sur toute la population est réalisée tous les cinq ans, les populations de référence des années intermédiaires étant quant à elles estimées par interpolation ou extrapolation. Pour la commune, le premier recensement exhaustif entrant dans le cadre du nouveau dispositif a été réalisé en 2008.

En 2022, la commune comptait 341 habitants, en évolution de −2,85 % par rapport à 2016 (Haute-Loire : +0,36 %, France hors Mayotte : +2,11 %).
| 1793  | 1800 | 1806 | 1821  | 1831  | 1836  | 1841  | 1846  | 1851  |
| ----- | ---- | ---- | ----- | ----- | ----- | ----- | ----- | ----- |
| 1 100 | 450  | 987  | 1 027 | 1 114 | 1 139 | 1 116 | 1 149 | 1 157 |

| 1856  | 1861  | 1866  | 1872  | 1876  | 1881  | 1886  | 1891  | 1896  |
| ----- | ----- | ----- | ----- | ----- | ----- | ----- | ----- | ----- |
| 1 150 | 1 214 | 1 211 | 1 190 | 1 175 | 1 124 | 1 168 | 1 152 | 1 132 |

| 1901  | 1906  | 1911  | 1921 | 1926 | 1931 | 1936 | 1946 | 1954 |
| ----- | ----- | ----- | ---- | ---- | ---- | ---- | ---- | ---- |
| 1 136 | 1 118 | 1 068 | 976  | 953  | 905  | 857  | 807  | 689  |

| 1962 | 1968 | 1975 | 1982 | 1990 | 1999 | 2006 | 2008 | 2013 |
| ---- | ---- | ---- | ---- | ---- | ---- | ---- | ---- | ---- |
| 729  | 663  | 569  | 540  | 468  | 380  | 370  | 366  | 354  |

| 2018 | 2022 | - | - | - | - | - | - | - |
| ---- | ---- | - | - | - | - | - | - | - |
| 343  | 341  | - | - | - | - | - | - | - |

#### Pyramide des âges
La population de la commune est relativement âgée.
En 2018, le taux de personnes d'un âge inférieur à 30 ans s'élève à 27,5 %, soit en dessous de la moyenne départementale (31 %). À l'inverse, le taux de personnes d'âge supérieur à 60 ans est de 30,7 % la même année, alors qu'il est de 31,1 % au niveau départemental.
En 2018, la commune comptait 180 hommes pour 163 femmes, soit un taux de 52,48 % d'hommes, largement supérieur au taux départemental (49,13 %).
Les pyramides des âges de la commune et du département s'établissent comme suit.
| Hommes | Classe d’âge | Femmes |
| ------ | ------------ | ------ |
| 0,0    | 90 ou +      | 1,8    |
| 10,0   | 75-89 ans    | 11,7   |
| 20,0   | 60-74 ans    | 17,8   |
| 24,4   | 45-59 ans    | 23,9   |
| 18,3   | 30-44 ans    | 17,2   |
| 12,2   | 15-29 ans    | 11,7   |
| 15,0   | 0-14 ans     | 16,0   |

| Hommes | Classe d’âge | Femmes |
| ------ | ------------ | ------ |
| 0,9    | 90 ou +      | 2,5    |
| 8,4    | 75-89 ans    | 11,7   |
| 20,4   | 60-74 ans    | 20,5   |
| 21,3   | 45-59 ans    | 20,3   |
| 16,8   | 30-44 ans    | 16,3   |
| 15,2   | 15-29 ans    | 13,2   |
| 17     | 0-14 ans     | 15,6   |

### Activités et festivités
- Randonnées pédestres
- Football FCV (Football Club de Venteuges)
- Comité des Fêtes (organise la fête votive, des représentations de théâtre…)
- Association de danse (Dansons en Margeride)
- De nombreuses fêtes au cours de l'an

## Économie

### Revenus
En 2018, la commune compte 154 ménages fiscaux, regroupant 349 personnes. La médiane du revenu disponible par unité de consommation est de 18 600 € (20 800 € dans le département).

### Emploi
| Division       | 2008  | 2013  | 2018  |
| -------------- | ----- | ----- | ----- |
| Commune        | 1,4 % | 1,9 % | 1,9 % |
| Département    | 6,3 % | 7,7 % | 7,7 % |
| France entière | 8,3 % | 10 %  | 10 %  |

En 2018, la population âgée de 15 à 64 ans s'élève à 214 personnes, parmi lesquelles on compte 76,6 % d'actifs (74,8 % ayant un emploi et 1,9 % de chômeurs) et 23,4 % d'inactifs,. Depuis 2008, le taux de chômage communal (au sens du recensement) des 15-64 ans est inférieur à celui de la France et du département.
La commune est hors attraction des villes,. Elle compte 82 emplois en 2018, contre 87 en 2013 et 90 en 2008. Le nombre d'actifs ayant un emploi résidant dans la commune est de 163, soit un indicateur de concentration d'emploi de 50,2 % et un taux d'activité parmi les 15 ans ou plus de 57,6 %.
Sur ces 163 actifs de 15 ans ou plus ayant un emploi, 66 travaillent dans la commune, soit 41 % des habitants. Pour se rendre au travail, 79,8 % des habitants utilisent un véhicule personnel ou de fonction à quatre roues, 14,7 % s'y rendent en deux-roues, à vélo ou à pied et 5,5 % n'ont pas besoin de transport (travail au domicile).

### Entreprise
Sur la commune de Venteuges se situe l'entreprise CHAMPICENTRE, négoce de champignons sylvestres.

## Culture locale et patrimoine

### Lieux et monuments
- L'église Saint-Jean-Baptiste ;
- le site du château de Meyronne célèbre grâce à la châtelaine Na Castelloza (trobairitz du XIIIe siècle) ;
- le manoir de La Fagette (bien visible de la route, La Fagette ne se visite pas) ;
- vallée du Pontajou ;
- villages pittoresques.

### Personnalités liées à la commune
- Castelloza (vers 1200), épouse du seigneur du château de Meyronne.

## Publications
- Camille Fabre, Seigneurs & paysans, entre Auvergne et Gévaudan : histoire de la seigneurie de Meyronne à Venteuges, Labo des patrimoines, 2022 (ISBN 2322423033)